# Plagiorchis elegans
Espèce
Synonymes
- Fasciola elegans Rudolphi, 1802 (protonyme)
- Plagiorchis brauni Massino, 1927
- Fasciola cirratus Rudolphi, 1802
- Plagiorchis loossi Massino, 1927
- Plagiorchis notabilis Nicoll, 1909
- Plagiorchis potanini Skrjabin, 1928
- Plagiorchis raabei Furmaga, 1957
- Plagiorchis stefanskii Furmaga, 1957

Plagiorchis elegans est une espèce de trématodes de la famille des Plagiorchiidae.

## Classification
L'espèce Plagiorchis elegans est décrite par Karl Asmund Rudolphi en 1802.